# Трощинський Володимир Павлович
Трощинський Володимир Павлович (нар. 17 червня 1951, с. Рогізна) — дослідник історії української еміграції й української діаспори, політичних течій українського зарубіжжя, етнополітичних процесів та міжнаціональних відносин в Україні, педагог. Доктор історичних наук (1994), професор (2000). Заслужений діяч науки і техніки України (2011).

## Біографія
Народився в с. Рогізна Сквирського району Київської області.
- 1968—1973 — студент історичного факультету Київського університету.
- 1973—1978 — стажист-дослідник, молодший науковий співробітник Інституту історії АН УРСР. 1978 в цьому ж інституті захистив кандидатську дисертацію, присвячену аналізові політико-ідеологічних засад і практики націоналізму й фашизму в 1920—30-х рр. (науковий керівник — доктор історичних наук, професор Рем Симоненко).
- 1978—1991 — молодший, старший, провідний науковий співробітник, завідувач сектору Інституту соціальних і економічних проблем зарубіжних країн АН УРСР.
- 1991—1996 — завідувач сектору, завідувач відділу Інституту соціології НАН України.

1994 в Інституті української археографії та джерелознавства імені М.Грушевського НАН України захистив докторську дисертацію на тему: «Міжвоєнна українська еміграція в Європі як історичне і соціально-політичне явище».
- 1996—2000 — 1-й заступник міністра, 1-й заступник голови Державного комітету України у справах національностей та міграції.
- Із 2000 — професор кафедри соціальної і гуманітарної політики, 2002—2009 — декан факультету вищих керівних кадрів, 2009—2011 — 1-й віце-президент, від 2011 — завідувач кафедри соціальної і гуманітарної політики Національної академії державного управління при Президентові України.

Трощинський — головний редактор електронного часопису «Державне управління: Теорія та практика»; заступник головного редактора «Енциклопедії української діаспори», член редакційних колегій часопису «Українська діаспора», «Українського історичного журналу», «Вісника Національної академії державного управління при Президентові України» та ін., заступник голови науково-редакційної колегії 8-томної «Енциклопедії державного управління».
Автор близько 200 друкованих праць у вітчизняних і зарубіжних виданнях, зокрема монографій «Найманці фашизму (Українські буржуазні націоналісти на службі гітлерівців у міжвоєнний період 1921—1939 рр.» (К.: Наукова думка, 1981), «Українці в зарубіжному світі» (К., 1991 (у співавт.)), «Міжвоєнна українська еміграція в Європі як історичне і соціально-політичне явище» (К., 1994), «Українці: Історико-етнографічна монографія, кн. 1.» (Опішне, 1999 (у співавт.)), «Українці в світі» (К., 1999 (у співавт.)), «Міжетнічна інтеграція: Постановка проблеми в українському контексті» (К., 2003 (у співавт.)), «Етнонаціональна структура українського суспільства» (К., 2004 (у співавт.)), «Реформування соціальної політики в Україні: проблеми та перспективи» (К., 2012 (у співавт.)), підручника «Закордонне українство: Сутність, структура, самоорганізація: Підручник» (К., 2011 (у співавт.)).

## Нагороди і відзнаки
- Державна премія України в галузі науки і техніки (2001)[1],
- Орден «За заслуги» ІІІ ступеня (2003)[2],
- Премія НАН України імені М. С. Грушевського (2005),
- Заслужений діяч науки і техніки України (2011)[3].